# Memoriał Alfreda Smoczyka 2022
Memoriał Alfreda Smoczyka 2022 – 72. edycja turnieju mającego na celu upamiętnienie polskiego żużlowca Alfreda Smoczyka (1928–1950), który odbył się 27 marca 2022 r. w Lesznie. W turnieju, po raz pierwszy w karierze, zwyciężył Bartosz Smektała.

## Wyniki
- Leszno, 27 marca 2022
- Sędzia: Artur Kuśmierz

| Msc. | Zawodnik         | Klub                  | Pkt |             |  |
| ---- | ---------------- | --------------------- | --- | ----------- |  |
| 1    | Bartosz Smektała | Włókniarz Częstochowa | 14  | (3,3,3,3,2) |  |
| 2    | Jason Doyle      | Unia Leszno           | 13  | (3,3,2,2,3) |  |
| 3    | Janusz Kołodziej | Unia Leszno           | 12  | (3,0,3,3,3) |  |
| 4    | Jaimon Lidsey    | Unia Leszno           | 10  | (0,3,3,3,1) |  |
| 5    | David Bellego    | Unia Leszno           | 10  | (1,3,2,1,3) |  |
| 6    | Piotr Pawlicki   | Unia Leszno           | 10  | (2,2,1,3,2) |  |
| 7    | Brady Kurtz      | Orzeł Łódź            | 8   | (2,2,t,1,3) |  |
| 8    | Grzegorz Zengota | ROW Rybnik            | 7   | (2,2,0,2,1) |  |
| 9    | Damian Baliński  | Kolejarz Rawicz       | 7   | (0,1,2,2,2) |  |
| 10   | Marcin Nowak     | Orzeł Łódź            | 7   | (1,2,1,2,1) |  |
| 11   | Keynan Rew       | Unia Leszno           | 6   | (1,1,3,0,1) |  |
| 12   | Hubert Jabłoński | Unia Leszno           | 6   | (2,1,0,1,2) |  |
| 13   | Maksym Borowiak  | Unia Leszno           | 4   | (1,1,1,1,0) |  |
| 14   | Jonas Knudsen    | Unia Leszno           | 3   | (3,0,0,0,0) |  |
| 15   | Antoni Mencel    | Unia Leszno           | 3   | (0,0,2,1,0) |  |
| 16   | Jesper Knudsen   | Unia Leszno           | 0   | (t,0,0,d,0) |  |
| 17   | Damian Ratajczak | Unia Leszno           | 0   | (w,-,-,-,-) |  |

Bieg po biegu
1. Doyle, Pawlicki, Bellego, Lidsey
2. Kołodziej, Jabłoński, Rew, Ratajczak (w/u)
3. Jon. Knudsen, Kurtz, Borowiak, Mencel (Jes. Knudsen - t)
4. Smektała, Zengota, Nowak, Baliński
5. Doyle, Kurtz, Baliński, Kołodziej
6. Smektała, Pawlicki, Rew, Jon. Knudsen
7. Bellego, Zengota, Borowiak, Jes. Knudsen
8. Lidsey, Nowak, Jabłoński, Mencel
9. Rew, Doyle, Nowak, Jes. Knudsen
10. Kołodziej, Mencel, Pawlicki, Zengota
11. Smektała, Bellego, Borowiak, Jabłoński (Kurtz - t)
12. Lidsey, Baliński, Borowiak, Jon. Knudsen
13. Smektała, Doyle, Mencel, Borowiak
14. Pawlicki, Baliński, Jabłoński, Jes. Knudsen (d/4)
15. Kołodziej, Nowak, Bellego, Jon. Knudsen
16. Lidsey, Zengota, Kurtz, Rew
17. Doyle, Jabłoński, Zengota, Jon. Knudsen
18. Kurtz, Pawlicki, Nowak
19. Bellego, Baliński, Rew, Mencel
20. Kołodziej, Smektała, Lidsey, Jes. Knudsen